# دهليز (جهاد)
دهليز (بالفارسية: دهلیز) هي منطقة سكنية تقع في إيران في قسم جهاد الريفي. يقدر عدد سكانها بـ 87 نسمة .